# Gare de Kaaskerke
La gare de Kaaskerke (anciennement gare de Caeskerke) est une gare ferroviaire (disparue) belge de la ligne 73, de Deinze à La Panne, située à Kaaskerke, section de la commune de Dixmude dans la province de Flandre-Occidentale en région flamande.
Elle est mise en service en 1888 par l'administration des chemins de fer de l’État belge et définitivement fermée en 1955 par la Société nationale des chemins de fer belges (SNCB).

## Situation ferroviaire
Établie à 1 m d'altitude, la gare de Kaaskerke était située au point kilométrique (PK) 53,201 de la ligne 73, de Deinze à La Panne, entre les gares de Dixmude et de Avekapelle (fermée). Le tronçon, sur lequel se situait la gare, est mis hors service en 1996 lors de la mise en service d'un nouveau tracé de 5 km. Elle était également située au point de bifurcation avec la ligne 74, de Dixmude à Nieuport (hors service), avant la gare de Pervijze (hors service).

## Histoire

### Gare ferroviaire
Le 13 février 1888 est mis en service un arrêt pour les voyageurs à Caeskerke, située à 2 230 m de la gare de Dixmude, dont elle dépend, et à 3 367 m de celle d'Oostkerke sur la ligne vers Furnes et à 5 391 m de celle de Pervyse sur la ligne vers Nieuport.
En 1903, l'arrêt est réaménagé pour être ouvert aux voyageurs et aux marchandises.
Un bâtiment de plan type 1893, qui daterait de 1898, a été édifié à Kaaskerke.
En 1914, la gare et les lignes sont mises hors service durant la bataille de l'Yser. Détruite pendant la première guerre mondiale, elle n'est rouverte que le 1er février 1924. 
Elle prend le nom de gare de Kaaskerke le 1er février 1938.
Kaaskerke est fermée au trafic voyageurs le 22 mai 1955.

### Après le chemin de fer
La SNCB rectifia le tracé de la ligne 73, qui ne passe désormais plus par l'ancienne gare de Kaaskerke. La ligne 74, ainsi que l'ancien tracé de la ligne 73 entre Kaaskerke et le pont sur l'Yser, a été reconvertie en chemin cycliste et pédestre.
Aucun vestige ne subsiste des installations de la gare.

### Nom de la gare
Elle est nommée Caeskerke de sa mise en service en 1888 au 1er février 1938 où elle prend le nom de Kaaskerke.

## Service des voyageurs
Gare fermée et désaffectée située sur un tronçon et une ligne hors service. La gare en service la plus proche est celle de Dixmude.